# Ferrocarril General Urquiza

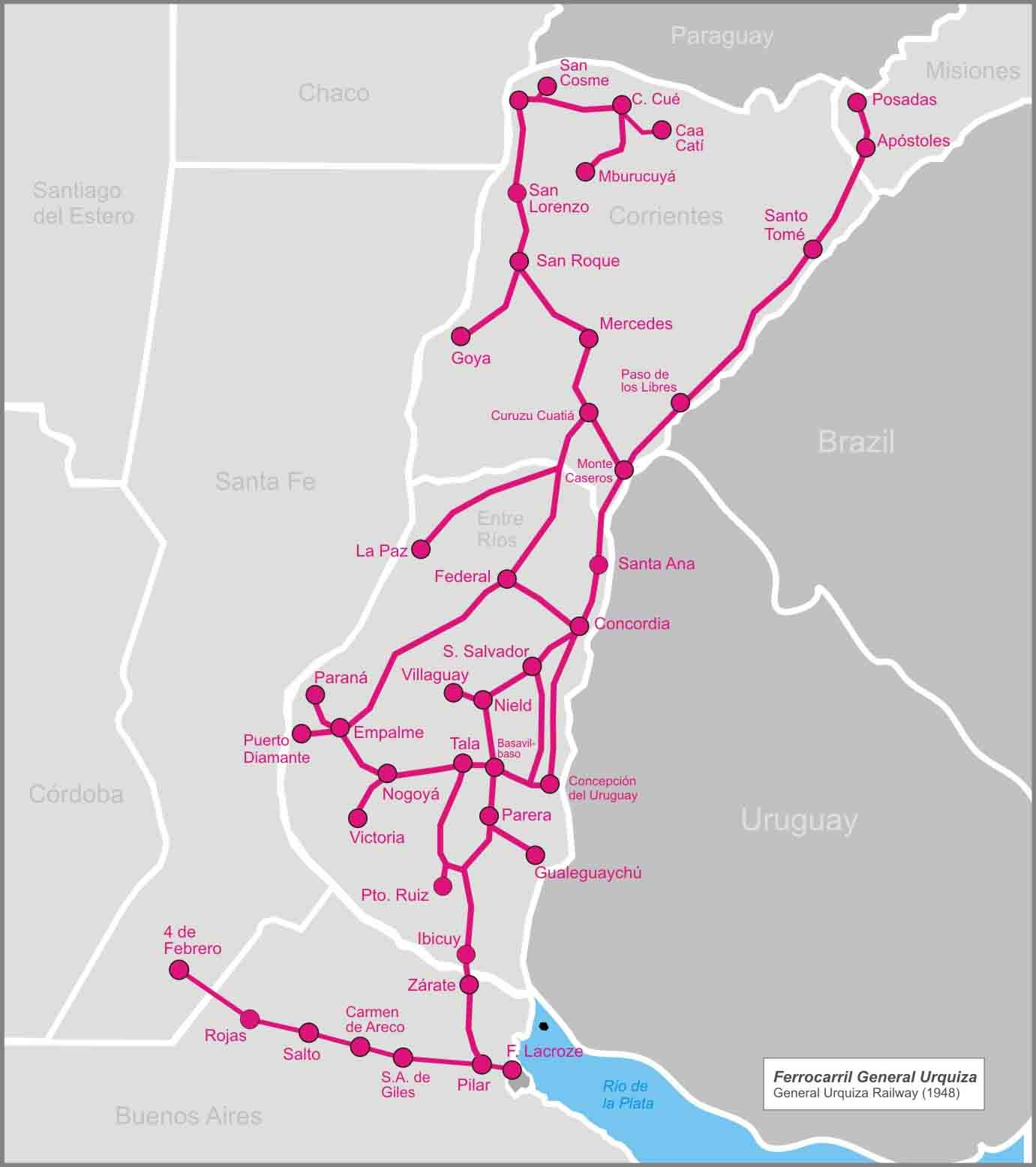
Das Netz der Ferrocarril General Urquiza (1948)

Die Ferrocarril General Urquiza (FCGU) ist ein Teilnetz der argentinischen Eisenbahn. Vom ursprünglichen Bahnnetz sind nur noch wenige Strecken in Betrieb. Die FCGU umfasst fast alle normalspurigen Strecken in Argentinien.
FCGU befindet sich im Osten Argentiniens hauptsächlich in der Provinz Buenos Aires und in den Provinzen Entre Ríos und Corrientes.

## Geschichte
Die Ferrocarril General Urquiza entstand ursprünglich aus dem vom Unternehmer Federico Lacroze gegründeten Pferdestraßenbahnbetrieb Compania de Tranvias Lacroze zwischen Medrano (heute Almagro) und Pilar im Norden von Buenos Aires. Ab 1891 wurden auf der Strecke Dampflokomotiven eingesetzt, ab 1912 hieß das Unternehmen Ferrocarril Central de Buenos Aires. 1947 ließ der argentinische Präsident Juan Perón alle Eisenbahnen verstaatlichen und gab allen Teilnetzen Namen verschiedener argentinischer Nationalhelden. Die Ferrocarril Central hieß seitdem Ferrocarril General Urquiza, benannt nach Justo José de Urquiza, ehemaliger Präsident Argentiniens. Das Regelspurnetz der Ferrocarril General Urquiza, dessen südlichster Punkt die Hauptstadt Buenos Aires bildete, erschloss die argentinische Region Mesopotamia mit den Provinzen Entre Ríos und Corrientes.
In den 2010er Jahren gab es internationalen Personenverkehr nach Uruguay (Tren de los Pueblos Libres). Auf der kurzen Strecke Posadas-Encarnación fahren wieder Züge nach Paraguay.

## Infrastruktur
Die Spurweite bei der FCGU beträgt 1435 mm. Zwischen den Bahnhöfen Federico Lacroze und General Lemos ist die Strecke elektrifiziert (Stromschiene). Das ungefähr 1500 Kilometer lange Rest-Netz der FCGU ist in zwei nicht mehr verbundene Teile zerfallen: den genannten elektrifizierten Abschnitt in Buenos Aires und in eine Strecke von Zárate bis nach Posadas an der Grenze zu Paraguay und einer Anzahl davon abgehenden Stichstrecken.
Verbindungen der FCGU zu den ebenfalls normalspurigen Eisenbahnen in Paraguay und in Uruguay bestehen die Puente Internacional San Roque González de Santa Cruz bzw. über die Staumauer des Wasserkraftwerkes Salto Grande.
Es sind Arbeiten an der Strecke geplant. Neben der Sanierung von 210 km Strecke sind die Erneuerung zweier Brücken und die Wiederherstellung der Verbindung nach Brasilien bei Paso de los Libres. Die Kosten in Höhe von 45 Mio. USD werden zum großen Teil von FOCEM getragen.
Stand 2013 bestand das Netz Ferrocarril General Urquiza aus 1486 km aktiven und 1200 km inaktiven Bahnstrecken.
Stammbahn:
- UA Buenos Aires Federico Lacroze – Zárate
- UF Zárate – Libertador San Martín
- UB Libertador San Martín – Concordia Central
- U14 Concordia Central – La Criolla
- UC La Criolla – Posadas

Nebenbahnen (Auswahl):
- U1 Fátima – Rojas
- U4 Faustino M. Parera – Gualeguaychú
- U5 Paraná – Concepción del Uruguay
- U7 Concordia – Concepción del Uruguay
- U11 Puerto Diamante – Crespo Este
- U14 Federal – La Criolla
- U16 Curuzú Cuatiá – El Pingo
- U17 Mantilla – Goya
- U22 Rubén Darío – General Lemos
- U34 Monte Caseros – Corrientes

## Personenverkehr

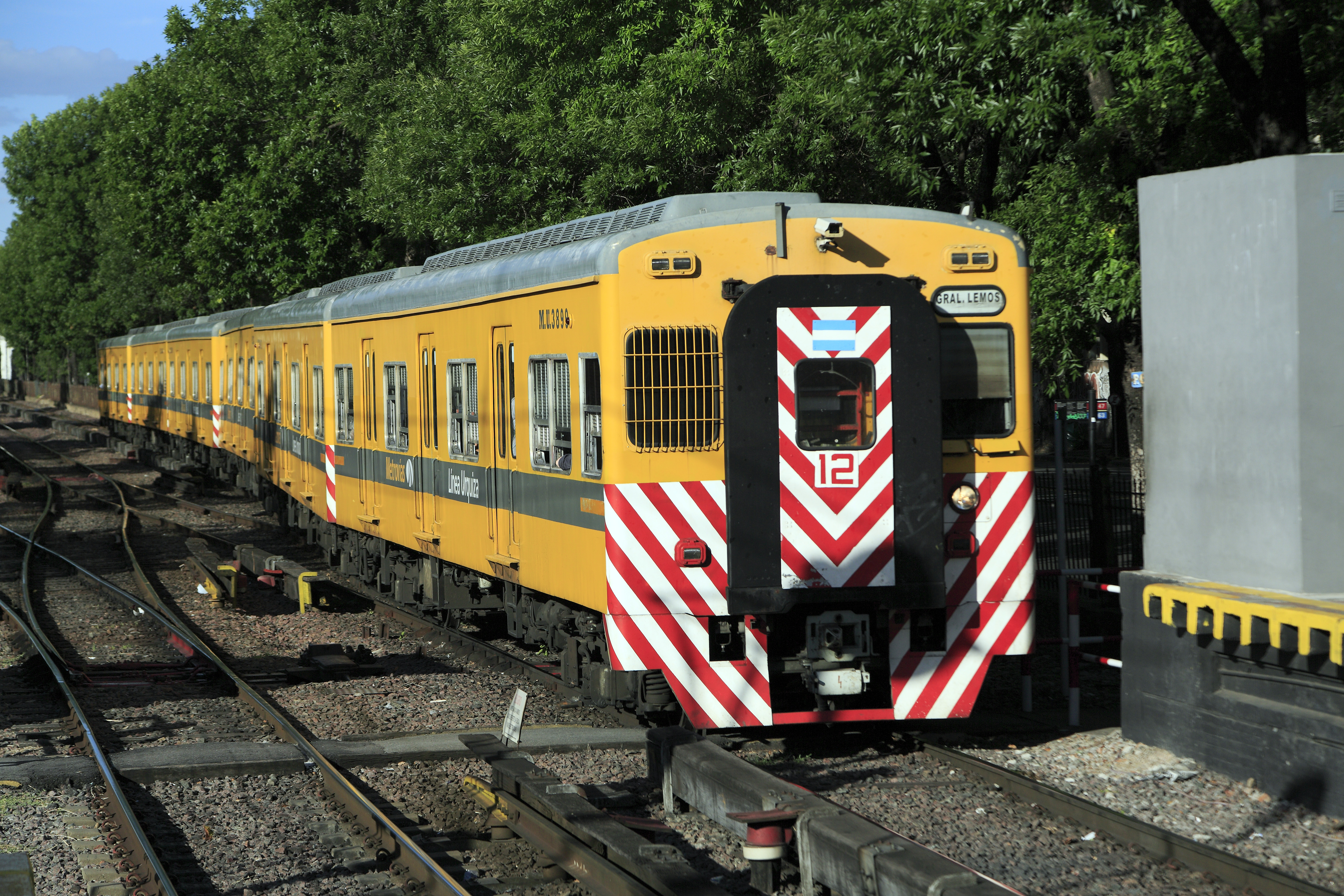
Zug der Metrovías auf der Línea Urquiza

Zwischen den Bahnhöfen Federico Lacroze und General Lemos in Buenos Aires betreibt die Bahngesellschaft Metrovías Bahnen unter der Bezeichnung Línea General Urquiza.
Zwischen den Bahnhöfen Paraná und Jorge Méndez in der Provinz Entre Ríos betreibt die Bahngesellschaft Trenes Argentinos Schienenpersonennahverkehr.

## Güterverkehr

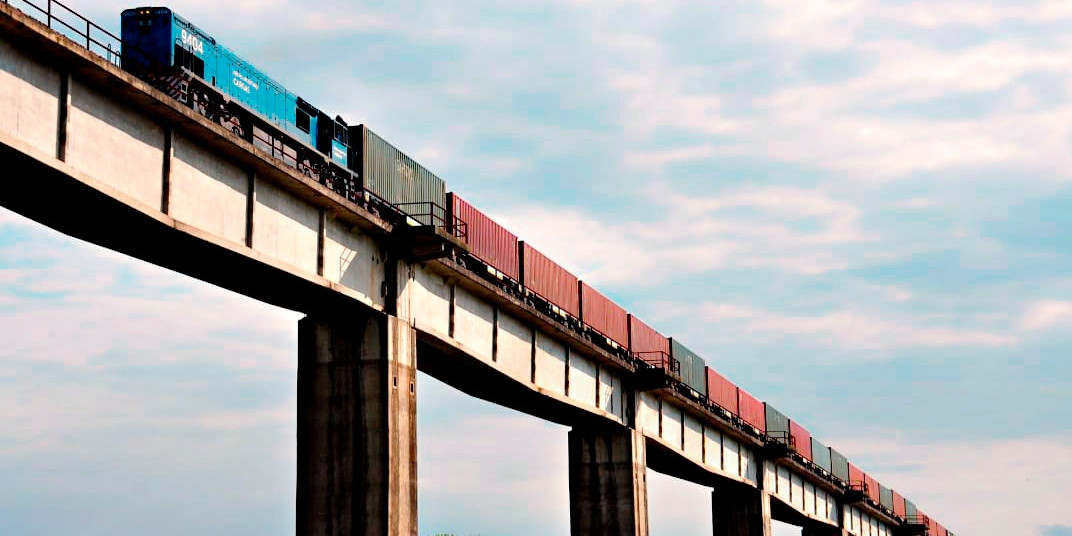
Ein Güterzug auf der Brücke über den Río Paraná

Güter werden nur noch in geringem Umfang transportiert. Die hier aktive, staatliche Belgrano Cargas y Logística transportierte auf dem FCGU-Netz 2021 weniger als 500.000 Tonnen. Das entspricht 2 % des argentinischen Schienengüterverkehrs. Dazu setzt das Unternehmen hier 14 Lokomotiven und 960 Güterwagen ein.

## Bauwerke
Das 1977 eröffnete Brückenbauwerk Complejo Zárate – Brazo Largo ermöglicht auch Zügen der FCGU, den Río Paraná zu überqueren. Vorher gab es eine Eisenbahnfähre.
Der 1957 eröffnete Bahnhof Buenos Aires Federico Lacroze ist der südliche Endpunkt der FCGU.